# Nectandra filiflora
Nectandra filiflora es una especie de fanerógama en la familia de Lauraceae. 
Es endémica de Perú. Especie arbórea solo conocida del "espécimen tipo", de un bosque de producción forestal, el cual ha sido reducido en área debido a la expansión agrícola y urbana, por lo que tiene amenaza de pérdida de hábitat.

## Fuente
- World Conservation Monitoring Centre 1998. Nectandra filiflora. 2006 IUCN Lista Roja de Especies Amenazadas; 22 de agosto de 2007